# Warped
Warped ist ein Lied der US-amerikanischen Rockband Red Hot Chili Peppers. Es erschien vorab am 9. August 1995 als erste Single aus dem Album One Hot Minute.

## Hintergrund
Es ist der erste Titel auf One Hot Minute. Er beginnt mit einem ungewöhnlich ruhigen Intro, bevor er plötzlich in ein hartes Gitarrenriff übergeht und mit einem sanften, melodischen Outro endet. Der Gesang von Anthony Kiedis ist durchgehend verzerrt und mit Hall versehen und steht in starkem Kontrast zu dem Rap, der im vorherigen Material der Band vorhanden war, insbesondere in ihren schnelleren Songs. Der Liedtext beschreibt Kiedis’ widersprüchliches Verhältnis gegenüber Drogen und beginnt mit den Zeilen: „my tendency/for dependency/is offending me“.
Obwohl es sich um die erste Single des Albums handelte, waren weder das Lied noch das dazugehörige Video auf der Greatest Hits-Compilation der Red Hot Chili Peppers enthalten. Die B-Seite Melancholy Mechanics erscheint auch im Soundtrack des Films Twister von 1996 sowie in der japanischen Pressung von One Hot Minute. Bei Live-Auftritten von Warped spielte die Band am Ende des Songs manchmal ein Sample des Songs Three Days von Jane’s Addiction (ehemalige Band des damaligen Gitarristen Dave Navarro).

## Musikvideo
Während die Band die letzten Bestandteile des Albums zusammensetzte, nahm sie ein Video zu Warped auf, das am 9. August 1995 veröffentlicht wurde. Sie baten Fleas Schwager Gavin Bowden, die Regie zu übernehmen. In dem Video waren spärlich bekleidete Mitglieder der Band zu sehen, die in aufreizender oder provokativer Manier posierten. Gegen Ende küssten sich Sänger Anthony Kiedis und Dave Navarro, nach ihren Angaben, um die Monotonie des Videos zu durchbrechen. Sie dachten sich nichts dabei, drehten weiter und waren einige Tage später fertig. Warner Bros. sah das Video jedoch und wollte es sofort wegwerfen, da es als unvermarktbar galt und der Kuss und die homoerotischen Bilder einen großen Teil der Fangemeinde der Band verärgern würden. Die Band einigte sich darauf, den Kuss im endgültigen Teil beizubehalten, was zu einer Gegenreaktion seitens der konservativeren Teile ihres Publikums führte, die sich über die Aktion ärgerten. Kiedis sagte zu der Situation: „Wenn sie nicht akzeptieren konnten, was wir taten, brauchten wir sie nicht mehr.“

## Chartplatzierungen
| ChartsChartplatzierungen     | Höchstplatzierung | Wochen |
| ---------------------------- | ----------------- | ------ |
| Deutschland (GfK)            | 47 (3 Wo.)        | 3      |
| Schweiz (IFPI)               | 33 (7 Wo.)        | 7      |
| Vereinigtes Königreich (OCC) | 31 (2 Wo.)        | 2      |